# Монтеки
Монтеки су породица, једни од главних ликова у трагедији Ромео и Јулија енглеског писца Вилијама Шекспира. Монтеки су племићка породица из Вероне и у завади су са Капулетима.
Са њима се мире тек када њихова деца, Јулија Капулети и Ромео Монтеки, одузму себи животе. Ромео и Јулија су искусили чари забрањене љубави и, схвативши да неће моћи бити заједно живи, одлучују да се заувек сједине у свету мртвих. Заједничка патња мири две завађене породице.